# Ardisia nigropunctata
Ardisia nigropunctata Oerst. – gatunek roślin z rodziny pierwiosnkowatych (Primulaceae). Występuje naturalnie w południowym Meksyku, Belize, Gwatemali, Hondurasie, Nikaragui, Kostaryce oraz Panamie. 

## Morfologia
PokrójZimozielone drzewo lub krzew. Dorastający do 8–15 m wysokości.
LiścieBlaszka liściowa ma eliptyczny lub lancetowaty kształt. Mierzy 15–31 cm długości oraz 4,5–13,5 cm szerokości, jest całobrzega lub ząbkowana na brzegu, ma tępą lub klinową nasadę i ostry lub spiczasty wierzchołek. Ogonek liściowy jest nagi i ma 5–15 mm długości.
KwiatyZebrane w wiechach wyrastających na szczytach pędów. Mają działki kielicha o owalnym kształcie i dorastające do 1–2 mm długości. Płatki są owalne i mają 5 mm długości.
OwocPestkowce mierzące 4-6 mm średnicy, o kulistym kształcie.

## Biologia i ekologia
Rośnie w lasach, na wysokości do 1200 m n.p.m.